# 그랑 트리아농

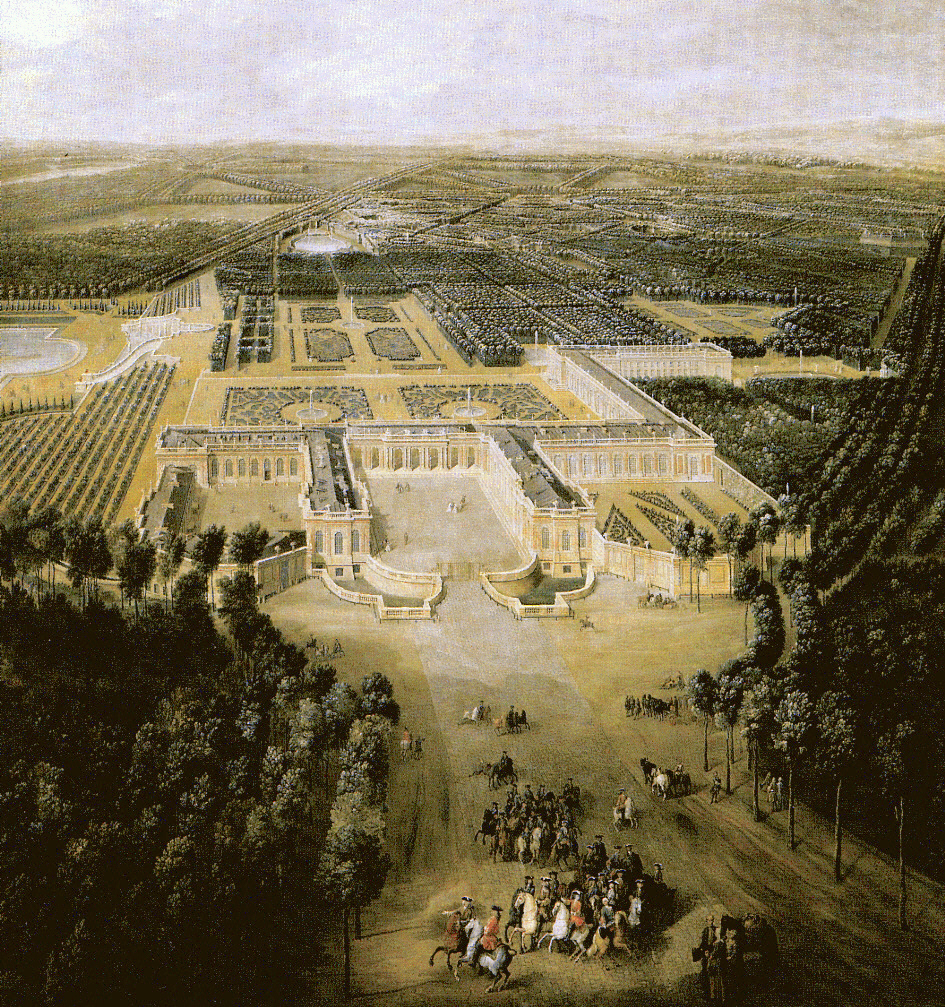
1700년

그랑 트리아농(Grand Trianon)은 루이 14세가 멩뜨농 부인을 위해 지은 별궁이다. 원래 트리아농은 1670년부터 1687년까지 외관을 자기로 장식하고, 루이 14세가 몽떼스빵 부인과 함께 간식을 먹으러 잠시 들르던 곳이었으나 결국 견고하지 않은 자기는 파손되었고, 그동안 루이 14세의 애첩이었던 몽떼르빵 부인은 총애를 잃게 되었다. 그후 망사르는 6개월만에 대리석으로 된 견고한 트리아농을 새로 지었으며 지금까지 그 아름다운 자태를 유지하고 있다. 장밋빛 대리석으로 된 외관과 실내장식은 눈이 부실 정도이다.

## 같이 보기
- 프티 트리아농